# Georgina Rodríguez Coutiño
Georgina Rodríguez Coutiño, conocida también por el acrónimo Geroco, es una artista mexicana que nació en la Ciudad de México el 1 de mayo de 1962. Estudió en la Escuela Nacional de Artes Plásticas (ENAP) entre 1981 y 1984. Reconocida en diferentes técnicas pictóricas como dibujo, acuarela, óleo, temple, pastel, encuasto y acrílico, entre otras. 
Su trabajo ha sido exhibido en una escala internacional en Heidelbergh, Alemania (Museo DAI y Galerie Graf), Francia (Centro Cultural de Arte de la Embajada de México), así como en Polonia, Berlín, República Checa, Estados Unidos, Guatemala y en diferentes galerías y museos de la República Mexicana.
Ganó el primer lugar en el Tercer Salón Estatal de la Acuarela en Morelos y obtuvo mención honorífica XLIV en el Salón Nacional de la Acuarela de México. Fue alumna de los pintores mexicanos Gilberto Aceves Navarro y Luis Nishizawa Flores. Actualmente trabaja junto con el maestro Roger von Gunten y Oscar Bächtold en Tepoztlán, Morelos.

## Exposiciones individuales
- 1978 Retrato Al Pastel, escuela de Arte Garcilazo
- 1981 Dibujos y Grabados, Centro de Arte de Guatemala, Guatemala C.A.
- 1985 Sala Gotilla Escuela Nacional de Artes Plásticas, Xochimilco Mex. D.F.
- 1986 Reencuentro Galería de Artes Plásticas, Guadalajara, Jal.
- 1987 Retrato al Temple, Sala Gotilla, escuela Nacional de Artes Plásticas, Méx. D.F.
- 1991 Muestra, Lobby del Banco, internacional de Querétaro
- 1992 Músicos y Alebrijes, Instituto del Cultura del Estado de Querétaro
- 1993 Muestra de Arte, Galería de Arte Lobby, Casa de Bolsa Probursa (Altavista), Méx, D.F.
- 1995 Casa de la Cultura, Tlalpan, Méx. D.F.
- 1996 Bisbaden, Alemania
- 1996 Galería Graft, Heidelberg, Alemania
- 1996 Deuws Ameikanishes Institute (DAI) Heidelberg, Alemania
- 1996 Galería Joan Frank, Embajada de México en Francia, París Francia
- 1999 Universitario, Houston Texas
- 2001 Centro Cultural de las Artes, Cuernavaca, Mor.
- 2002 Instituto Cultural México-Israel, A.C.
- 2002 Museo de la Acuarela, Edo. de México
- 2002 Centro Deportivo Israelita
- 2002 Torre Rectoría, Universidad Autónoma del Estado de México, Toluca
- 2003 Centro Morelense de las Artes, Cuernavaca, Mor.
- 2006 Galerie- Pedro Gasoon
- 2006 The Gallery Find Art
- 2006 Salon Morelos
- 2007 Espacio abierto, Viajar es un Arte, Ágora, Méx. D.F.
- 2007 Arte Club, periódico Reforma, México
- 2012 Museo Ex Convento de Tepoztlán, Morelos
- 2016 La Turbina Ololuqui Tepoztlán, Morelos
- 2016 Embajada de México en República Checa